# Municipio de Irving (Minnesota)
El municipio de Irving (en inglés: Irving Township) es un municipio ubicado en el condado de Kandiyohi en el estado estadounidense de Minnesota. En el año 2010 tenía una población de 906 habitantes y una densidad poblacional de 9,67 personas por km².

## Geografía
El municipio de Irving se encuentra ubicado en las coordenadas 45°16′49″N 94°49′24″O / 45.28028, -94.82333. Según la Oficina del Censo de los Estados Unidos, el municipio tiene una superficie total de 93.66 km², de la cual 85,41 km² corresponden a tierra firme y (8,81 %) 8,25 km² es agua.

## Demografía
Según el censo de 2010, había 906 personas residiendo en el municipio de Irving. La densidad de población era de 9,67 hab./km². De los 906 habitantes, el municipio de Irving estaba compuesto por el 98,68 % blancos, el 0,11 % eran afroamericanos, el 0,99 % eran asiáticos, el 0,22 % eran de otras razas. Del total de la población el 0,33 % eran hispanos o latinos de cualquier raza.